# Police auxiliaire estonienne
La police auxiliaire estonienne était une unité de police paramilitaire collaborationniste mise en place par l’Allemagne nazie durant l'été 1941, pendant l’occupation de l'Estonie lors de la Seconde Guerre mondiale.

## Formation
Les unités estoniennes ont été créées pour la première fois le 25 août 1941, lorsque, sur ordre du maréchal Wilhelm von Leeb, commandant du groupe d'armées Nord, les citoyens baltes pouvaient être recrutés au service de la Wehrmacht et regroupés en bataillons de volontaires chargés d'effectuer des tâches de sécurité. Dans ce contexte, le général Georg von Küchler, commandant de la 18e armée, créé six unités de garde volontaires estoniennes (Estnische Sicherungsgruppe, Eesti julgestusgrupp ; numérotées 181-186) sur la base des escadrons Omakaitse (ses membres étant sous contrat pour un an).
Après septembre 1941, l'Oberkommando der Wehrmacht commence à constituer les bataillons de la police auxiliaire estonienne (Schuma) en plus des unités susmentionnées chargées de combattre toute forme de résistance dans la zone arrière nord du groupe d'armées . Durant la guerre, 26 bataillons Schuma ont été formés en Estonie. Contrairement aux unités similaires déployées au Reichskommissariat Ukraine et à la Ruthénie blanche, qui étaient contrôlées par les Allemands, les bataillons de la police estonienne étaient constitués de personnel national et ne comprenaient qu'un seul officier de surveillance allemand. Au 1er octobre 1942, les forces de police estoniennes comptaient 10 400 hommes et 591 Allemands attachés.

## Histoire opérationnelle
Les bataillons de police étaient principalement engagés dans les zones arrière du groupe d'armées de la Wehrmacht. Les 37e et 40e bataillons étaient affectés à la sécurité arrière dans l'oblast de Pskov, de même que le 38e bataillon dans la région de Louga - Pskov - Gdov. Le 288e bataillon était engagé dans la répression de la République partisane de Ronson. Les bataillons de police 29, 31 et 32 ont combattu lors de la bataille de la tête de pont de Narva.
Du 22 novembre au 31 décembre 1942, le 36e bataillon de la police estonienne participe à la bataille de Stalingrad. Le 29 août 1944, les bataillons de police 37 et 38 participent aux combats contre l'offensive soviétique de Tartu. Leur plus grande opération, appuyée par le 3e bataillon du 45e régiment estonien de grenadiers, détruisit la tête de pont de Kärevere de deux divisions soviétiques à l'ouest de Tartu et reprit le pont routier de Tallinn sur l'Emajõgi le 30 août. L'opération déplaça tout le front sur la rive sud de l'Emajõgi. Cela encouragea le 2e corps d'armée à lancer une opération visant à reprendre Tartu le 4 septembre.

## Bataillons de police
- 29 Eesti Politseipataljon - Estnische Polizei-Füsilier-Bataillon 29
- 30 Eesti Politseipataljon - Estnische Polizei-Füsilier-Bataillon 30
- 31. Eesti Politseipataljon - Estnische Polizei-Füsilier-Bataillon 31
- 32 Eesti Politseipataljon - Estnische Polizei-Füsilier-Bataillon 32
- 33 Eesti Politseipataljon - Estnische Polizei-Füsilier-Bataillon 33
- 34 Eesti Politsei Rindepataljon - Estnische Polizei-Front-Bataillon 34
- 35 Politsei Tagavarapataljon - Polizei-Ersatz-Bataillon 35
- 36 Eesti Politseipataljon - Schutzmannschaft-Front-Bataillon nr. 36
- 37 Eesti Politseipataljon - Estnische Polizei-Bataillon 37
- 38 Eesti Politseipataljon - Estnische Polizei-Bataillon 38
- 39 Kaitse Vahipataljon Oberpahlen - Schutzmannschaft-Wacht-Bataillon nr. 39
- 40 Eesti Politseipataljon - Estnische Polizei-Bataillon 40
- 41 Kaitse Tagavarapataljon
- 42 Kaitse Pioneeripataljon - Schutzmannschaft-Pioneer-Bataillon 42
- 286. Politsei Jalaväepataljon - Polizei-Füsilier-Bataillon 286
- 287. Politsei Vahipataljon - Polizei-Wacht-Bataillon 287
- 288. Politsei Jalaväepataljon - Polizei-Füsilier-Bataillon 288
- 289. Politsei Jalaväepataljon - Polizei-Füsilier-Bataillon 289
- 290. Politsei Pioneeripataljon - Polizei Pionier-Bataillon 290
- 291. Politsei Jalaväepataljon - Polizei-Füsilier-Bataillon 291
- 292. Politsei Jalaväepataljon - Polizei-Füsilier-Bataillon 292
- 293. Politsei Jalaväepataljon - Polizei-Füsilier-Bataillon 293
- 521. Eesti Politseipataljon - Estnische Polizei-Füsilier-Bataillon 521